# Cykeltyper
 Der er for få eller ingen kildehenvisninger i denne artikel, hvilket er et problem. Du kan hjælpe ved at angive troværdige kilder til de påstande, som fremføres i artiklen.

Der findes en meget stor variation af cykeltyper. Nogle typer cykler er tilpasset helt bestemte formål, mens andre er variationer over den samme grundcykel. For hverdagscyklernes vedkommende ses ofte, at en let variation i en cykeltype markedsføres under et andet navn.
En af de mest basale forskelle på en række cykeltyper er, at de findes som både herre- og damerammer. Damecyklen adskiller sig fra herremodellerne ved ikke at have et overrør eller ved at have et meget lavt overrør. Det gør det nemmere at stige af og på cyklen, samt at køre med f.eks. nederdel/kjole. Ulempen er imidlertid, at det giver en mindre stiv ramme.

## Hverdagscykler
- - Clubcyklen, sportscyklen eller citybiken er nogle af de utallige (navne)variationer over den samme hverdagscykel, som benyttes af langt de fleste danskere. I perioder har mange hverdagscykler "lånt" elementer fra racercyklen. I andre perioder har mountainbiken haft indflydelse. Hverdagscyklen har oftest 27" hjul, et ret lige – eller tilbagetrukket styr. Cyklen er tillige udstyret med hverdagsudstyr som bagagebærer, skærme og lås. Gear-variationerne dækker hele spektret med både 3, 5, 7 eller 8 indvendige gear eller 10-30 udvendige gear.
  - Skovcyklen er en enkelt konstrueret cykel med ét fast gear og meget lidt udstyr.
  - Bedstemor/bedstefarcyklen er en tung cykel med solidt stel, brede skærme og evt. frakkeskåner. Ofte sort stelfarve.
  - Hollændercyklen har et solidt stel, lukket kædekasse og ofte indvendigt gear.

## Sportscykler
- - Racercyklen er optimeret til høj hastighed: Stellet og alt udstyr er lavet så let som muligt, dækkene er smalle for at mindske rullemodstanden og styret svunget ned, så rytteren sidder i en foroverbøjet stilling, der giver lav vindmodstand. Cyklen har tætliggende gear, så det er nemt at finde et optimalt tråd. Der er intet ekstra-udstyr (som skærme, etc.).
  - Banecyklen er en racercykel uden bremser og gear, beregnet til kørsel på bane.
  - Triathloncyklen er en variant af racercykel, bl.a. med bøjle til armene.
  - Mountainbike-cyklen (MTB) blev opfundet i USA, hvor den blev brugt til ekstrem-nedkørsel i bakket terræn. Cyklen blev populær i 1980'erne både som livsstilscykel og hos sportsfolk, der benyttede den til konkurrencer i uvejsomt terræn. Denne cykeltype er med sine brede dæk, solide stel, lave gear og gode affjedring også blevet populær hos nogle langturscyklister samt til en del hverdagsbrug.
  - Fatbike-cyklen er en cykel med et solidt stel, bred geargruppe og ekstremt brede dæk (deraf også navnet; "Fatbike"). Cyklen benyttes ofte til transport, eller til kørsel af mountainbike specifikke spor.
  - BMX-cyklen er en cykel med et meget lille stel og relativt små hjul, der ofte benyttes til tricks eller til at køre løb på jord-baner med indbyggede hop, mm.
  - Motionscyklen er en stationær cykel beregnet til træning, eksempelvis Spinning.

## Transportcykler
- Ladcykler har været meget udbredt i tiden før bilen blev populær. Tidligere var cykler med et stort bredt lad og tre hjul populære. Den mest populære transportcykel nu om dage er beregnet til at medbringe børn på et mindre lad foran føreren.
- Longjohn-cyklen er en transportcykel, der blev opfundet i 1929 af mekaniker Morten Rasmussen Mortensen. Produktionen af den lange cykel med ladet placeret mellem føreren og forhjulet, blev siden overtaget af cykelfabrikken SCO på Fyn.
- Budcyklen var tidligere meget udbredt. Cyklen har et meget solidt stel, relativt små hjul, og et mindre lad som egner sig til f.eks. en større taske foran styret
- Rickshaw / cykeltaxien er en tre- eller firehjulet cykel med plads til typisk to passagerer i et sofaarrangement foran eller bagved føreren.

## HPV-cykler / liggecykler
(Fra engelsk: Human Powered Vehicle 'menneskedrevet køretøj')/ Liggecykler er en fællesbetegnelse for en lang række alternative cykeltyper. Oftest er der tale om liggecykler, hvor føreren har benene forrest, men begrebet HPV-cykler dækker reelt et langt bredere felt af cykeltyper, f.eks.:
- Liggecyklen er en cykeltype, hvor cyklisten sidder mere tilbagelænet. Fordelen ved liggecykler er, at vindmodstanden er langt lavere end på normale cykler.
  - Kabinecykel er som regel en liggecykel, der er forsynet med en halv- eller helkåbe for at beskytte mod vind og vejr og for at opnå endnu lavere vindmodstand.
  - Flyvende cykler eksisterer kun som nogle få prototyper rundt om i verden. Det lykkedes i 1977 at konstruere den første cykel (Gossamer Condor), der kunne flyve alene ved pedalkraft. I 1979 krydsede cykelflyet "Gossamer Albatross" Den Engelske Kanal.
- Vandcykel er ofte tunge ponton-cykler, som udlejes ved søer og badestrande. De opnår sjældent en hastighed på mere end nogle få kilometer i timen. I HPV-kredse eksperimenteres der dog med propeldrevne ponton-cykler, som opnår langt højere hastigheder.

## Børnecykler
Børnecykler er i oftest efterligninger af voksencykler, hvor stel og hjul blot er betydeligt mindre. Nogle få cykeltyper er dog særligt konstrueret til børn.
- - Trehjulet cykel er en lille cykel til børn, der endnu ikke kan balancere på en tohjulet cykle. Findes også med et lille lad.
  -  Chopper-cyklen blev udelukkende produceret af Raleigh-fabrikkerne. Cyklen var udstyret med et meget højt styr, langt sæde og højt ryglæn. Cyklen var populær blandt blandt børn og unge i 1970'erne, men berygtet for risikoen for at tippe bagover.
  - Halvcykel er en cykel, der kobles bag på en almindelig cykel. Typisk er der tale om en cykel i børnestørrelse uden forhjul, der kobles på en voksencykel. Halvcyklen har kun et hjul og kan ikke køre af sig selv.
  - Løbecykel er en cykel uden pedaler eller anden fremføringsmekanisme. Cyklisten kommer frem ved at løbe mens han eller hun sidder på cyklens saddel. Puky og Kokua er eksempler på løbecykler, som danskerne køber. Puky er et forholdsvis billigt mærke, sammenlignet med Kokua. Puky løbecykler koster ca. 600 kr., hvor en Kokua løbecykel koster 1500 kr. En løbecykel er super godt til børn som skal lære at cykle, da det øger deres motorik og de får en bedre balance.
  - Sparkecykel er i princippet det samme som et løbehjul, men har oftest et stort forhjul. Personen kommer frem ved at sparke bagud med det ene eller andet ben, mens han står på cyklens platform.

## Andre cykeltyper
- Touring/tur-cyklen er konstrueret til at medtage bagage, og til at køre længere ture også kaldet turcykling. Cyklen har derfor et stærkt stel, og er som regel udstyret med (lavpunkts-)bagagebærer foran og en kraftig bagagebærer bagtil samt holdere til vandflasker. Turcykler har meget lave gear, så kørsel i bjerge ikke er en hindring. De gængse turcykler havde relativt smalle dæk, men siden Mountainbiken kom frem, har den overtaget rollen som turcykel for mange cyklister.
  - Cykel med fast gear har kun et gear og ingen friløbskrans. Dvs. at når cyklen bevæger sig, så bevæger pedalerne sig også. Denne slags er ikke en bestemt cykeltype, men mere specifikt en geartype, som kan være på alle cykeltyper. Dette er ofte anvendt af cykelbude, fordi mekanikken er så simpel og derfor ikke kræver meget vedligeholdelse. Cykelbude kører sjældent over lange distancer uden stop, og derfor er der sjældent brug for, at kunne skifte fra et lavt til et højt gear. Gearets hårdhed bestemmes af mængden af tænder på tandhjulet – jo flere tænder der er på tandhjulet, jo længere skal kæden bevæge sig og derfor er det hårdere at cykle med, men samtidig trækker det bedre.
  - Single-speed cyklen er på samme måde som fixed-gear cyklen kun udstyret med ét gear. Forskellen på de to typer er, at en single-speed cykel har en friløbskrans, så pedalerne bevæger sig ikke selvom cyklen bevæger sig. Denne geartype er ofte brugt af cykelbude eller på mountainbikes.
  - Tandemcyklen findes historisk set i flere forskellige udgaver. De første tandemcykler havde store hjul som væltepeteren, men fordi der var tre eller fire hjul var stabiliteten langt bedre. Hovedparten af tandemcyklerne er i dag konstrueret med to hjul, og med rytterne siddende efter hinanden. Der findes også cykler til tre eller fire personer, men her er der som regel tale om cykler lavet til showbrug.
  - Dursley-Pedersen cykel blev opfundet af danskeren Mikael Pedersen omkring 1897-1899, men produktionen kom til at foregå i den engelske by Dursley. Den komplicerede, men lette og elegante ramme var inspireret af brokonstruktioner og består af en serie trekanter. Cykeltypen fik en kraftig renæssance, da christianitten Jesper Sølling genoptog produktionen i slutningen af 1970'erne.
  - Moller autocykel er en cykeltype, der blev produceret i 1930'erne. Den havde et karakterisk sæde med et kort ryglæn, og en meget tilbagelænet kørestil. Cyklen fandtes både i en udgave med (bil)rat og i en billigere udgave med almindeligt cykelstyr.
  - Foldecyklen findes i et utal af varianter, hvor stellet kan skilles eller foldes sammen, så cyklen fx kan tages med som håndbagage i busser og tog. Særligt blandt sejlende er foldecykler populære.
  - Mini-cykel er en cykel med meget små hjul og en lav indstigningshøjde. Mini-cyklen blev oprindeligt konstrueret som en foldecykel, men vandt størst udbredelse i en ikke-foldbar variant, der bedst egner sig til korte ture grundet den lave gearing og de tykke hjul.
  - Handikapcykel: Der findes en række varianter, som tager hensyn til forskellige handikap. Nogle handikapcykler drives frem ved armkraft, andre har plads til en medhjælper der kan træde cyklen. Generelt er de fleste handikapcykler trehjulede og har en lav indstigningshøjde, som gør det nemmere for gangbesværede at komme på og af cyklen.
  - Ethjulede cykler kræver stor balanceevne og benyttes ofte i cirkus eller af gøglere til balance-numre. Artister benytter også en variant, som har styring på både for- og baghjul.
  - Elcyklen er en cykel, hvor føreren kan få assistance af en elmotor. Den danske udstyrsbekendtgørelse sætter meget præcise regler for, hvor stort krafttilskuddet må være på el-cykler.
  - Dræsinen er ligesom en Skinnecykel en speciel cykel til anvendelse på jernbanespor. Fra cyklen, der er placeret over den ene jernbaneskinne, udgår stivere til et hjul, som kører på den anden skinne. På disse stivere kan være monteret lad til varetransport eller passagersæde. Alle hjul på en dræsine er af metal og griber ned over skinnernes overkant. Ordet Dræsine anvendes også om de første cykelmodeller uden pedaler: Dræsine (løbemaskine).
  - Væltepeteren er en historisk cykeltype, hvis mest karakteristiske træk er, at forhjulet er langt større end baghjulet.